# Кочетова, Анна Петровна
Анна Петровна Кочетова (1907-1977) — начальник цеха Днепродзержинского азотнотукового завода, Герой Социалистического Труда.
Родилась 17 апреля 1907 года в Екатеринославе.
С 1925 года работала в горкоммунхозе рабочей по благоустройству, затем на временных работах при железнодорожной больнице, в детской поликлинике.
В 1931—1936 гг. училась в Днепропетровском химико-технологическом институте, по окончании которого её направили на Днепродзержинский азотно-туковый завод начальником цеха № 5.
Во время войны — в эвакуации в г. Березники Молотовской области, там работала начальником смены цеха № 1, затем инженером-куратором отдела капитального строительства (ОКС). С августа 1944 г., когда завод вернулся в Днепродзержинск — старшим инженером производственно-технического отдела (ПТО).
С 5 августа 1949 года технорук технологического цеха прямого синтеза, с 1959 года — начальник цеха.
Указом Президиума Верховного Совета СССР от 7 марта 1960 года в ознаменование 50-летия Международного женского дня, за выдающиеся достижения в труде и особо плодотворную общественную деятельность удостоена звания Героя Социалистического Труда.
С 1964 года работала старшим инженером производственного отдела ДПО «Азот» — руководителем группы кислотных цехов.